# 間宮直元
間宮 直元（まみや なおもと、元亀2年（1571年） ‐ 慶長19年12月25日（1615年1月24日））は、安土桃山時代から江戸時代前期にかけての武将・旗本。
初代生野奉行、佐渡奉行を務め、本牧代官を兼任する間宮本家（笹下間宮家）の初代である。妻は智性院。子は忠次、正信。

## 生涯
宇多源氏佐々木氏の分流である間宮家は武蔵笹下城（現在の神奈川県横浜市港南区笹下）を居城とし、『小田原衆所領役帳』に玉縄衆として記される武士である。
後北条家臣である間宮康信の子として生まれる。祖父は 天正18年（1590年）の伊豆国山中城の戦いで奮戦した康俊である。
父康信は天正10年（1582年）8月12日、甲斐国御坂の戦いで戦死（享年42）し、その後家督を継いだとされる。
その後祖父とともに天正18年（1590年）の豊臣秀吉による小田原征伐で奮戦するも、康俊は山中城の激戦で多くの一族とともに討ち死にし、後北条家当主氏直は降伏する。
氏直の死後、直元は徳川家康に仕え、間宮本家として下総国（印旛郡・千葉郡内）へ移り千石の知行を受ける。これは直元の叔母にあたるお久の方（普照院）が家康の側室になっており、一族再興を働きかけた結果であった。
彼女の働きかけにより甥の直元と高則のほか、叔父の氷収沢間宮家綱信（および子の正重・重信・頼次）は500石、弟の元重も旗本として登用され、幕末まで存続する。
その後武蔵国久良岐郡で本牧代官職を務めるのを機に、慶長3年（1598年）に初代生野奉行として生野銀山および周辺地域の支配を行う。
また慶長18年（1613年）から佐渡奉行に1年間就任するなど行政面での活躍がみられる。
幕府の重要な役職を3つ同時期に務めた直元は、家康や秀忠に重用され、特に秀忠とは召し抱えの相撲取り同士を対戦させて観戦する仲であったと兵庫県・静岡県の歴史資料に伝わる。
慶長19年（1614年）からの大坂の陣では日向政成・島田直時らと大坂城総堀埋立作戦を立案し、大坂城攻略に貢献する。冬の陣では井伊直孝のもと従軍する。同年12月25日に陣没する。享年44。妙蓮寺に葬られる。法名は宗夢。子の彦次郎忠次が後を継ぐ。
夏の陣においては分家で間宮十左衛門家の新四郎盛定や庄五郎正秀が活躍した。
忠次以降の子孫は代々本牧代官を務めた。

### その他一族
間宮海峡を発見した間宮林蔵は康俊の子孫で間宮清右衛門系統の末裔である。
蘭学医の杉田玄白の先祖真野信安（近江源氏佐々木氏）は間宮姓を名乗っていた。
康俊の4男信高は武田水軍であったが、甲州征伐の際徳川水軍として仕えた。
綱信の子孫である江戸時代後期の旗本（御書院番）、地理学者として著名な間宮士信は『小田原編年録』を編纂しており、これが後北条氏・間宮氏の研究材料として有用である。